# Касарьего-и-Асеведо, Марио

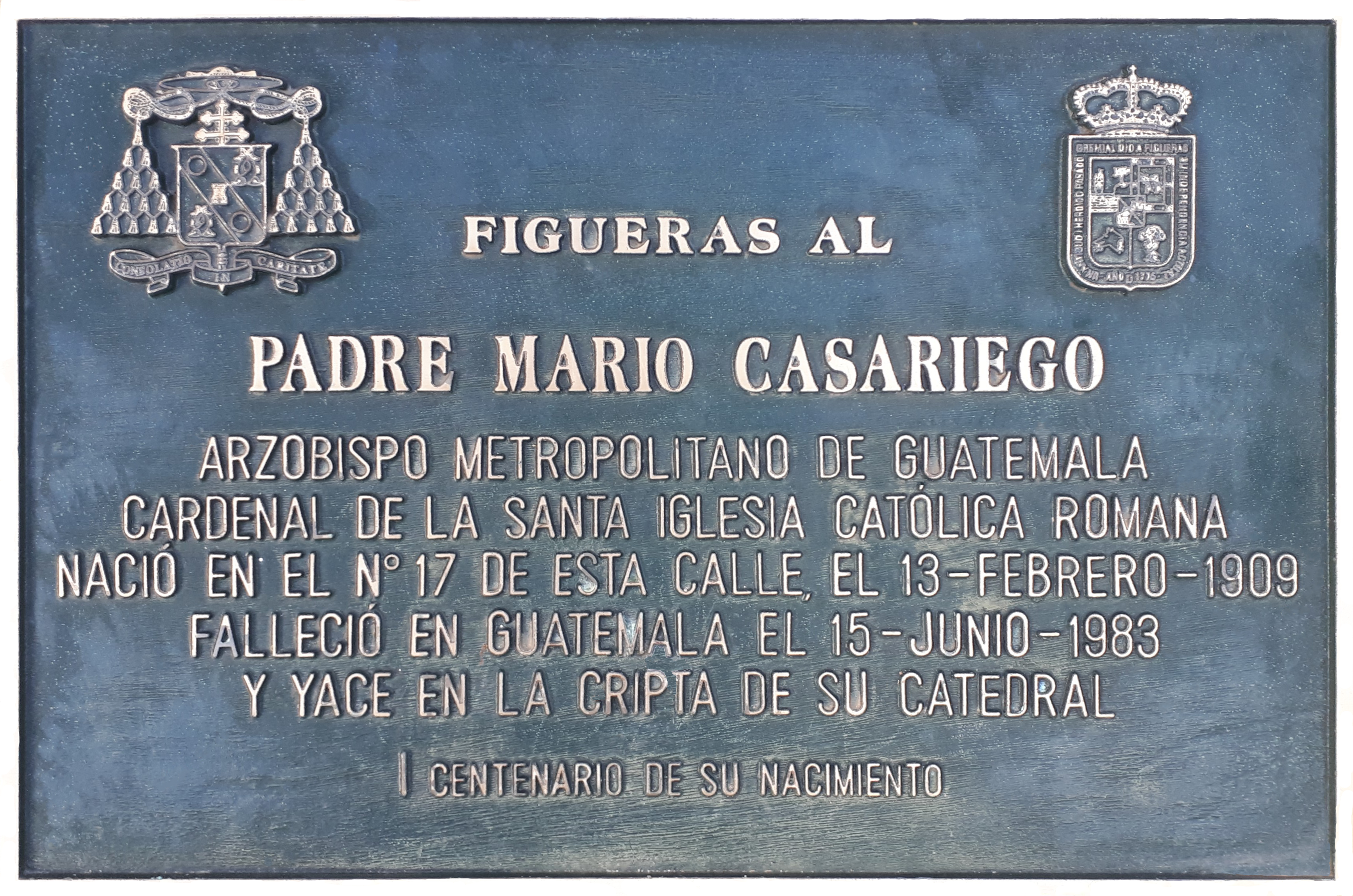

Марио Касарьего-и-Асеведо (исп. Mario Casariego y Acevedo; 13 февраля 1909, Фигерас-де-Кастрополь, Испания — 15 июня 1983, Гватемала, Гватемала) — первый гватемальский кардинал, сомаскианин. Титулярный епископ Пуденцианы и вспомогательный епископ Гватемалы с 15 ноября 1958 по 22 сентября 1963. Титулярный архиепископ Перге и коадъютор, с правом наследования, архиепархии Гватемалы с 22 сентября 1963 по 12 декабря 1964. Архиепископ Гватемалы с 12 декабря 1964 по 15 июня 1983. Кардинал-священник с титулом церкви Санта-Мария-ин-Аквиро с 28 апреля 1969.